# Jules Pascin
Jules Pascin, seudónimo de Julius Mordecai Pincas (Vidin, Principado de Bulgaria; 31 de marzo de 1885-París, Francia; 5 de junio de 1930), pintor de origen búlgaro nacionalizado estadounidense.

## Biografía
Julius Pincas nació en Vidin (Bulgaria) hijo de un padre judío sefardí y una madre serbo-italiana. 
Empezó en Alemania como caricaturista de éxito. Adoptó el seudónimo de Jules Pascin después de llegar a París en diciembre de 1905, como parte de la gran emigración de creatividad artística a comienzos del siglo XX. En 1907 Pascin conoció a Hermine Lionette Cartan David, también pintora, y se hicieron amantes, viviendo juntos hasta que Pascin se marchó a Estados Unidos el 3 de octubre de 1914. Hermine David permaneció en París con su madre hasta que, a petición de Pascin, marchó también a Estados Unidos el 31 de octubre de 1914. 
Pascin vivió en los Estados Unidos desde 1914 hasta 1920, no interviniendo en la Primera Guerra Mundial. Estando allí enseñó en la Academia Telfair en Savannah, Georgia. Hermine y él pintaron en Nueva York, Miami, Nueva Orleans y Cuba. Se casó con Hermine David en el ayuntamiento de Nueva York. Fueron testigos Max Weber y Maurice Sterne, ambos pintores residentes en Nueva York y amigos de Pascin. Pascin recibió la ciudadanía estadounidense, pero en Francia se convirtió en el símbolo de la comunidad artística de Montparnasse. Tocado con un sombrero hongo, resultaba una presencia ingeniosa en el café Le Dôme, el club Le Jockey, y otros lugares favoritos de la sociedad bohemia de la zona. Pascin visitó Bulgaria en 1923/1924 y posteriormente, en fecha no concretada.
De regreso a Francia, se consagró como autor de dibujos y acuarelas, sobre todo de retratos de modelos femeninos, entre ellos su mujer Hermine David y su amiga Lucy Krogh.
Necesitado de cariño y compañía como consecuencia de una infancia vivida en el ambiente represivo de una familia tradicional judía que le había hecho abandonar a su primera amante por ser mayor que él, llevó una vida de festejos (se le llamaba Príncipe de Montparnasse y Príncipe de los tres montes) que organizaba para estar siempre acompañado de sus amigos. 
A pesar de estar constantemente en fiestas, Pascin creó miles de acuarelas y esbozos, además de dibujos y caricaturas que vendía a periódicos y revistas. Estudió el arte del dibujo en la Academia Colarossi y, como Henri de Toulouse-Lautrec antes de él, dibujó el ambiente que lo rodeaba y a sus amigos, tanto masculinos como femeninos. Quería convertirse en un pintor serio pero con el tiempo se deprimió profundamente al ser incapaz de lograr un éxito de crítica con sus esfuerzos.
Durante los años 1920, Pascin pintó sobre todo frágiles petites filles, prostitutas esperando a clientes, o modelos esperando a que acabe el posado. Sus pinturas se vendían, pero el dinero lo gastaba con rapidez. Era famoso por ser el anfitrión de numerosas fiestas, grandes y escandalosas, que daba en su piso; cuando le invitaban a cualquier otro lugar a cenar llegaba con tantas botellas de vino como podía llevar. Frecuentemente lideraba un gran grupo de amigos en pícnics estivales a orillas del Marne, con excursiones que duraban toda la tarde. Según su biógrafo, Georges Charensol, «Apenas había elegido mesa en el Dôme o el Sélect cuando lo rodeaban cinco o seis amigos; a las nueve en punto, cuando nos levantábamos, podríamos ser 20 en total, y más tarde, cuando decidíamos ir a Montmartre donde Charlotte Gardelle o la Princesa Marfa -donde a Pascin le encantaba ponerse a tocar la batería en la orquesta de jazz- él tenía que llamar a diez taxis». 
En su relato París era una fiesta, Ernest Hemingway escribió un capítulo titulado Con Pascin en el Dôme, relatando una noche en 1923 cuando se había detenido en Le Dôme y encontrado a Pascin acompañado por dos modelos. La descripción de Hemingway de los acontecimientos de esa noche se consideran una de las imágenes que simbolizan en Montparnasse de la época.
Sus compañeros artistas contemporáneos y amigos incluyeron: Chaim Soutine, Isaac Frenkel Frenel, Michel Kikoine y otros artistas judíos de la Escuela de París.
Tras la brillantez de Pascin estaba escondido el terror de una mente torturada. Sufría depresión y alcoholismo. «Enloquecido por su propia leyenda», según el crítico de arte Gaston Diehl, se suicidó el 2 de julio de 1930, en vísperas de una prestigiosa exposición individual cortándose las venas de las muñecas y ahorcándose en su estudio de Montmartre. Sobre la pared dejó un mensaje escrito con su propia sangre que decía adiós a su amor perdido, Cecile (Lucy) Vidil Krohg. En su testamento Pascin dejó su patrimonio a partes iguales a su amante, Lucy Krohg, y a su esposa, Hermine David.
El día del funeral de Pascin, 7 de junio de 1930, cerraron todas las galerías de París. Miles de conocidos de la comunidad artística junto a docenas de camareros de los restaurantes y los salones que frecuentaba, todos vestidos de negro, caminaron detrás de su ataúd a lo largo de los casi cinco kilómetros desde su estudio en el bulevar de Clichy, número 36, al cementerio de Saint-Ouen, en Saint-Ouen (Sena-Saint Denis).

## Galería

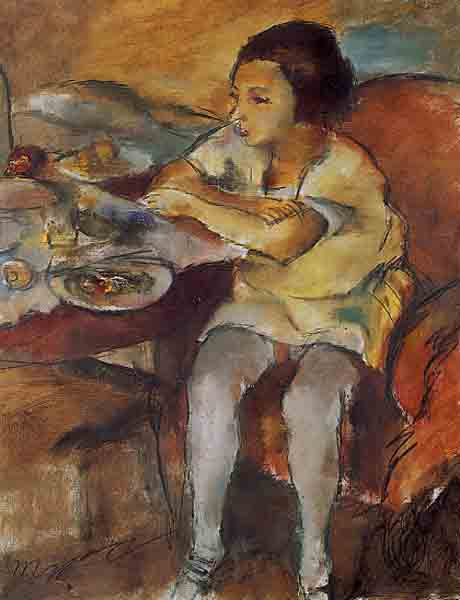
El desayuno, 1923
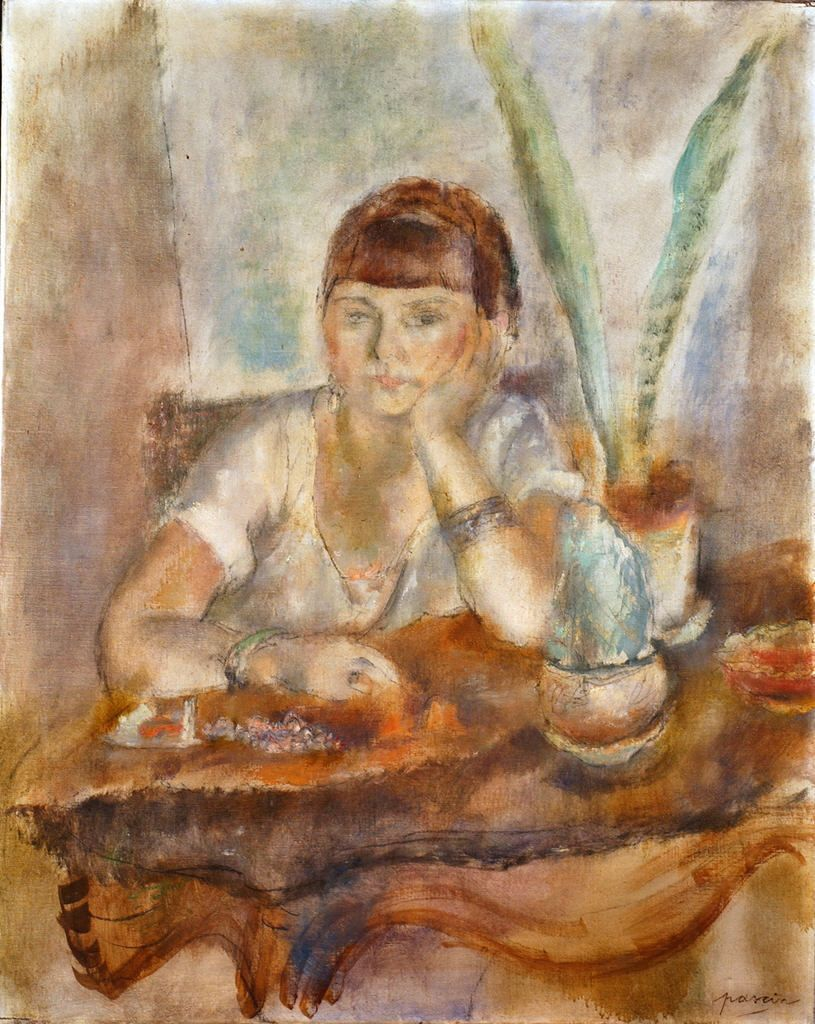
Retrato de Mimi Laurent, 1927–1928
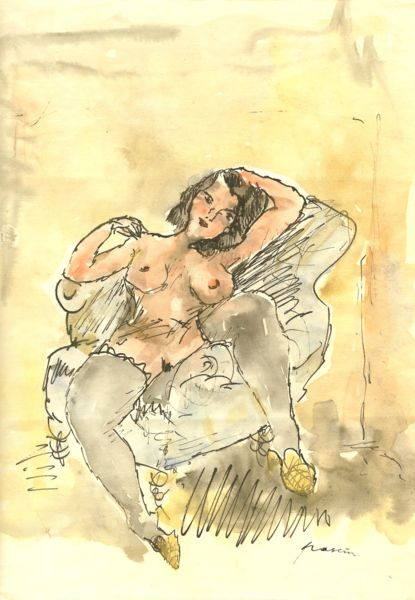
Desnudo sobre una silla
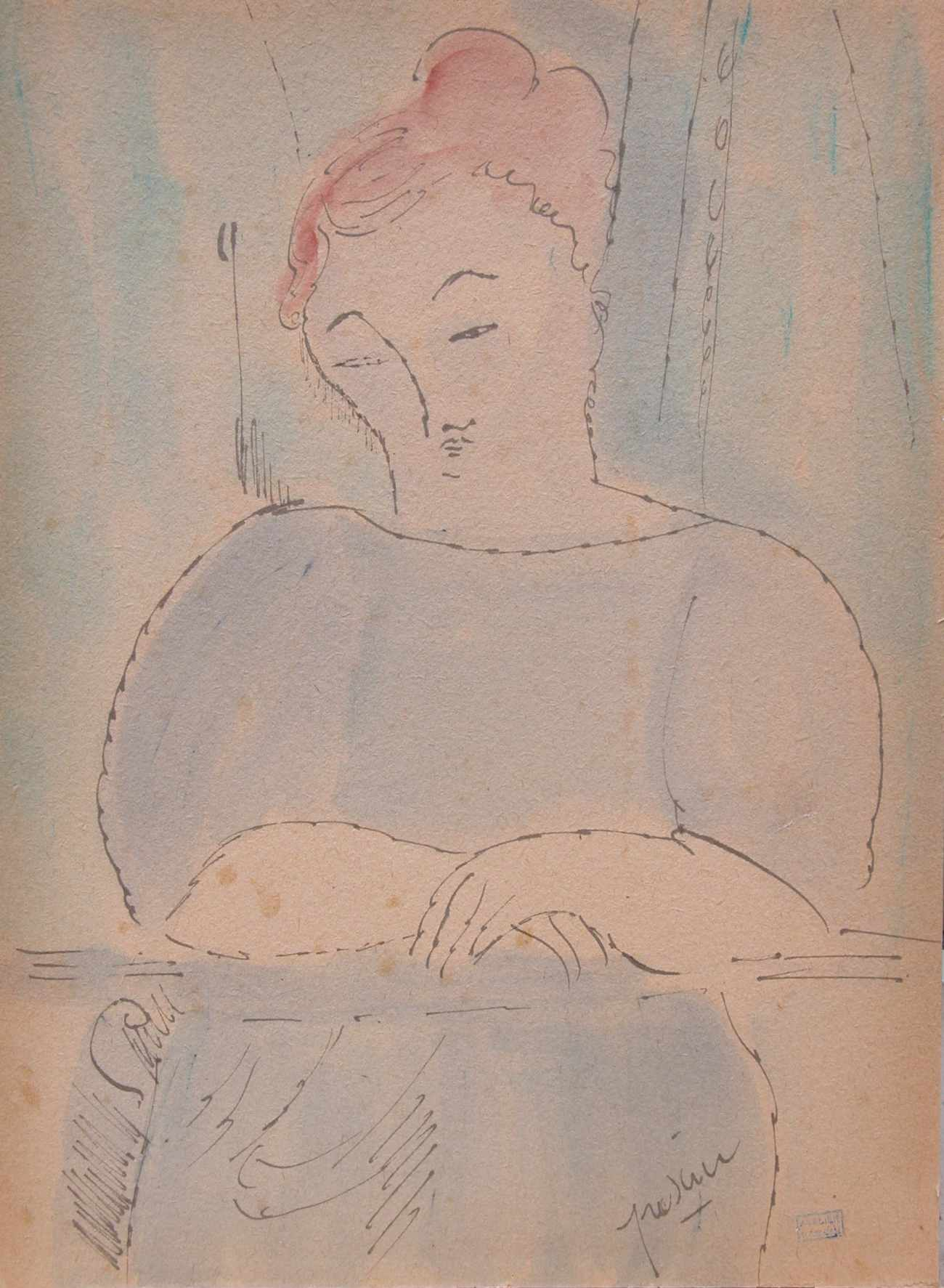
Pensando
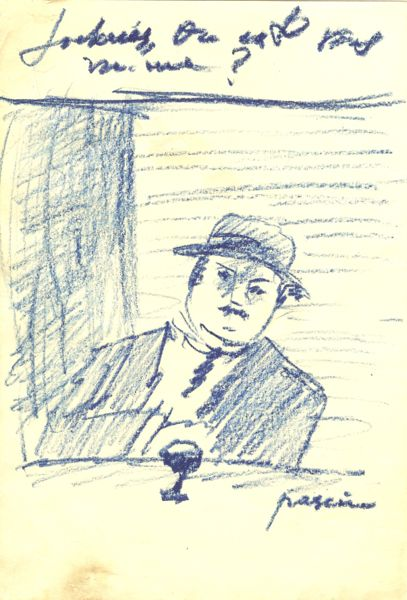
Hombre con vaso de vino
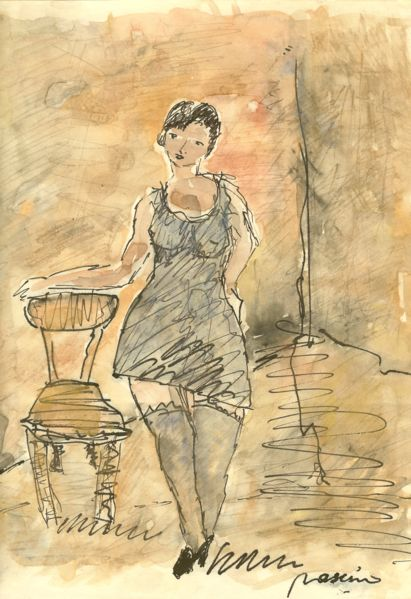
Mujer con una silla
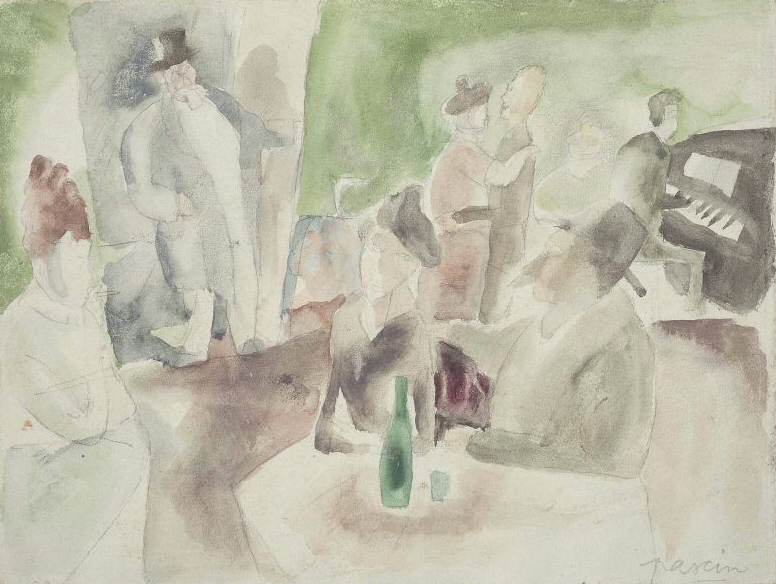
Escena de café
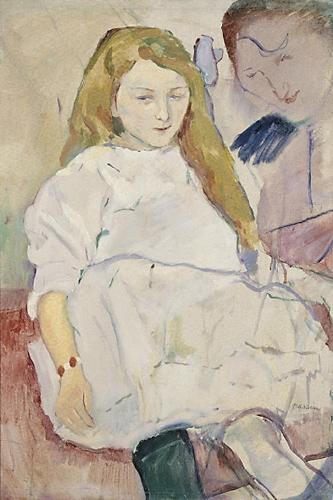
Madre e hijo